# Galaxy Express 999

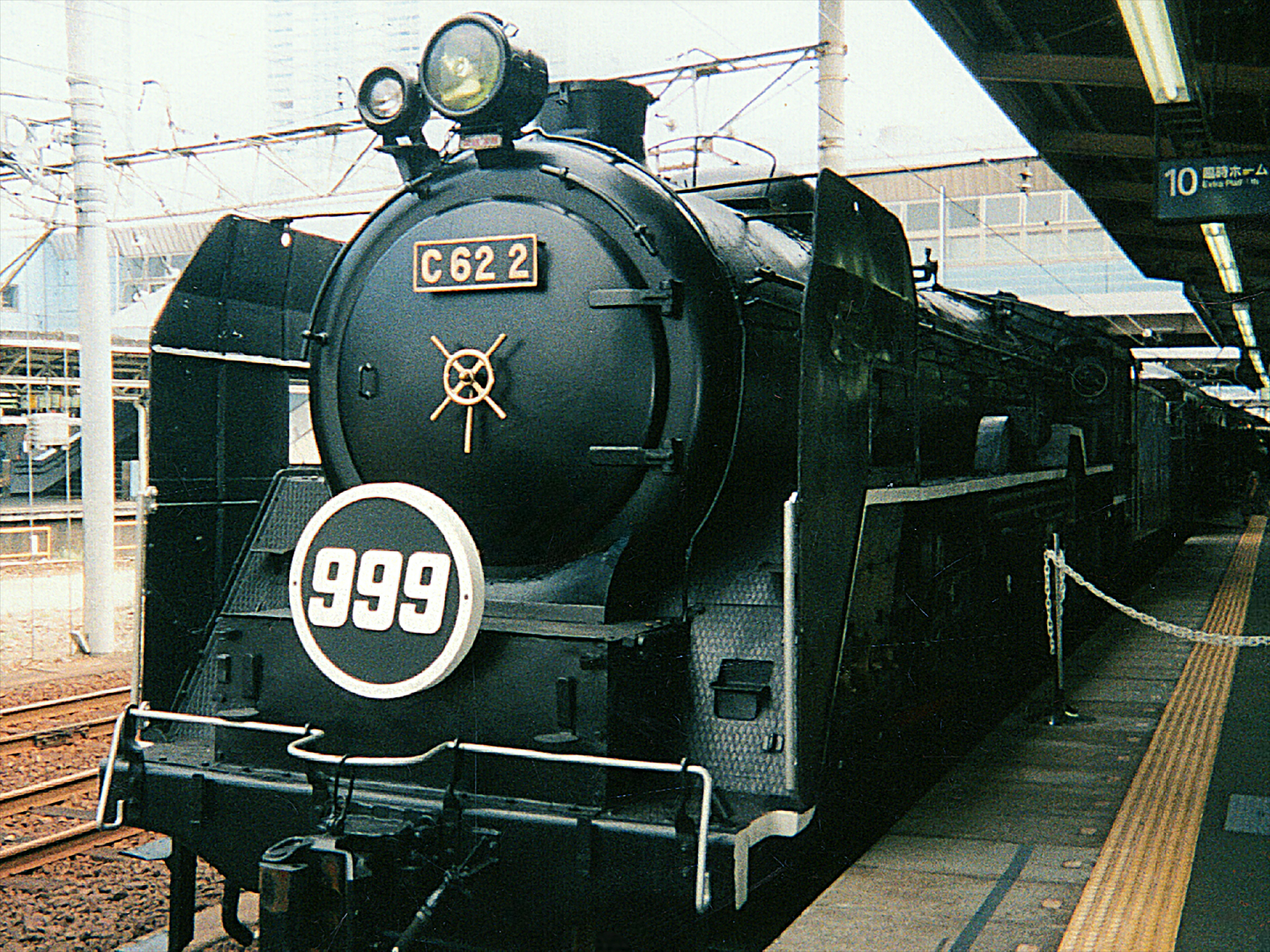
Locomotora de vapor C-62 decorada con motivos de Galaxy Express 999. En esta locomotora fue basada la que aparece en todas las instancias de Galaxy Express 999.

Galaxy Express 999 (銀河鉄道９９９ Ginga Tetsudō 999?) es un manga creado por Leiji Matsumoto en 1976.  El manga dio origen a un anime con el mismo nombre, creado por Toei Animation y transmitido en Fuji TV; así como a cuatro especiales de TV, y tres películas.  La primera fue estrenada en 1979, y llamada Galaxy Express 999 (銀河鉄道９９９ Ginga Tetsudō 999?); la segunda, titulada Adieu Galaxy Express 999 (さよなら 銀河鉄道９９９ Sayonara Ginga Tetsudō 999?) fue lanzada en 1981; y la tercera, Galaxy Express 999: Eternal Fantasy (銀河鉄道９９９エターナルファンタジー Ginga Tetsudō 999 Etānaru fantajī?), apareció en 1998 (las tres películas fueron hechas por Toei Animation). También existe un OVA, de título Maetel Legend, el cual fue hecho en el año 2000 por el estudio Vega Entertainment.

## Historia

### Manga y Anime
En el futuro, la tecnología ha avanzado tanto que existen trenes espaciales. Existe toda una red ferroviaria galáctica, siendo el Ginga Tetsudou 999 el tren más famoso.
Así mismo es posible conseguir algo cercano a la vida eterna, es decir, un cuerpo mecánico. En la Tierra, quienes poseen poder y dinero pueden permitírselo, y viven rodeados de lujo y comodidades. Mientras, los humanos de carne y hueso que no tienen recursos para comprar un cuerpo mecánico viven en una miseria absoluta y son discriminados por los cyborgs. Existe la leyenda de que el 999 tiene como destino final un planeta donde los cuerpos mecánicos son ofrecidos de forma gratuita.
La historia se centra en Tetsurō Hoshino, un chico pobre que camina con su madre hacia Megalópolis, ciudad de donde parte el 999, y en donde piensan trabajar para ahorrar y comprar pasajes del mítico tren para conseguir cuerpos mecánicos gratis. En su trayecto son interceptados por el Conde Mecha, un cyborg que tiene como afición cazar humanos de carne y hueso. La madre de Tetsuro es asesinada y éste dejado a su suerte bajo una nevada. Tetsuro es rescatado por Maetel, una bonita y misteriosa mujer quien le obsequia un pase para el 999 con la condición de que le permita acompañarlo a lo largo de su viaje a través del espacio. Tras vengar la muerte de su madre matando al Conde Mecha, Tetsuro y Maetel inician su viaje. En cada episodio, llegan a una nueva estación en donde Tetsuro poco a poco reflexiona acerca de su decisión de obtener la vida eterna.

#### Lista de Episodios del anime
Esta lista contiene los 113 episodios transmitidos en Japón del anime Galaxy Express 999 dirigida por Nobutaka Nishizawa.

### Películas

#### Galaxy Express 999
Después de la muerte de su madre en las manos del malvado Conde Mecha, un cyborg que se divierte cazando humanos, Tetsurō se convierte en un delincuente callejero que sueña sólo con vengarse. Tetsurō vive en un lejano mundo futurista en el que los humanos que tienen recursos pueden reemplazar su cuerpo por uno mecánico, o la opción de viajar a otro planeta dónde pueden cambiar sus cuerpos de manera gratuita para ser inmortales o cambiar alguna parte de él por otras robóticas. Su objetivo es obtener algún día suficiente dinero para abordar el Galaxy Express 999, un tren que es capaz de viajar por el espacio y con el cual podrá alcanzar el planeta de los robots.
Un día, luego de escapar de la policía, conoce a la hermosa Maetel, quien tiene un asombroso parecido a su madre.  Ella ofrece llevarlo en el tren Galaxy Express 999 para conseguir un cuerpo de robot y tomar venganza del Conde Mecha. A lo largo del viaje, ambos se encontrarán con mucha gente y Tetsurō aprenderá lo qué significa ser humano.

La película se estrenó en 1979, un año antes de que finalizara el manga y el anime, por lo tanto, reveló el final de la serie antes de tiempo. En el anime, con respecto a la película, se hicieron algunos cambios, por ejemplo, en el primero, el dueño del Castillo del Tiempo es un cyborg que se hace pasar por el capitán Harlock, no el Conde Mecha (quien muere desde el primer episodio), y su amante es Leyruz, hermana de Ryuuzu, mientras que en la película, estas dos últimas son un mismo personaje.

#### Adieu Galaxy Express 999
Adieu Galaxy Express 999 (さよなら 銀河鉄道９９９ Sayonara Ginga Tetsudō 999?)
Es una secuela directa de la película Galaxy Express 999, y se sitúa 3 años después de los eventos del primer filme. Presenta una historia totalmente distinta, no está basada ni en el anime ni en el manga. En este filme, el imperio mecanizado de la reina Andrómeda Promethium tiene un dominio más extendido, existiendo rumores de que la nueva reina es nada más y nada menos que Maetel. Un mensajero lleva a Tetsuro estas noticias, además de decirle que Maetel quiere que aborde de nuevo el 999, el cual está de regreso. Tetsuro, ahora un guerrero de 15 años, aborda el mítico tren y deja la Tierra, que ahora es un campo de batalla.
En el 999, en vez de Maetel, encuentra a Metalmena, una cyborg que ha reemplazado a Claire como camarera, además, en otras partes del universo se tienen avistamientos de un misterioso tren fantasma. El 999 se dirige a LaMetal, el planeta natal de la reina Promethium y de Maetel, y Tetsuro ayuda a la resistencia. Al dejar el planeta, Maetel finalmente aparece.

#### Galaxy Express 999: Eternal Fantasy
Galaxy Express 999: Eternal Fantasy (銀河鉄道９９９エターナルファンタジー Ginga Tetsudō 999 Etānaru fantajī?)
Esta película es una secuela directa del anime, y está basada en una nueva serie de manga que Leiji Matsumoto comenzó en 1996. Es la más corta de todas.
Los eventos en esta película se dan un año después de la conclusión del anime. Tetsuro es prisionero de un régimen opresor que ha tomado el control de la Tierra, y momentos antes de ser ejecutado, es rescatado por Maetel y el conductor del 999. La razón: una fuerza maligna amenaza a todo el universo, destruyendo planetas poco a poco.
El planeta de las luciérnagas es uno de los primeros en ser destruido, mientras el 999 se dirige a un planeta donde podría estar la solución a esa fuerza maligna, donde está una persona que fue capaz incluso de revivir a Claire, la camarera del 999. Tetsuro se enfrenta a una guerrera llamada Helmazaria a bordo del 999, quien hace todo lo posible por asesinarlo.
En esta película el Capitán Harlock tiene escasa participación.

### OVAS
Las siguientes OVAS son en realidad precuelas de los sucesos desarrollados en el manga y el anime, y generan un poco más de cohesión entre todo el universo de Leiji Matsumoto (Leijiverso)

#### Maetel Legend
La reina Andrómeda Promethium, soberana del planeta errante LaMetal, busca la forma de evitar la extinción de su gente debido al clima tan agreste de su mundo, y es entonces cuando, en un gesto de buena voluntad, decide mecanizar a todos y cada uno de los seres vivos del planeta. Sin embargo, esto resulta contraproducente, y surge el imperio mecanizado, del cual huyen las hijas de Promethium: Maetel y Emeraldas.
Este OVA es una secuela directa de Queen Millennia(La Princesa de los mil años) (新竹取物語 1000年女王 Shin Taketori Monogatari: Sennen Joō), la cual explora los orígenes de la reina Andrómeda Promethium.

#### Space Symphony Maetel
El imperio mecanizado se ha expandido, asimilando mundo tras mundo en contra de la voluntad de sus habitantes. Maetel regresa a bordo del 999 a LaMetal, su planeta natal, para suceder a su madre en el trono, solo para descubrir las atrocidades que Promethium ha hecho por mantener su imperio de cyborgs.
Maetel ayuda a Nazca, un niño que, al contrario que Tetsuro, desea la abolición de la mecanización. Nazca es miembro de la resistencia, la cual busca acabar con la reina Promethium. Harlock y Emeraldas también se unen a la rebelión, y detonan eventos que más tarde serán referenciados en Galaxy Express 999, por ejemplo, aquí se inicia el viaje interminable de Maetel por conseguir jóvenes valerosos y convertirlos en piezas de maquinaria para el imperio mecanizado (por parte de Promethium), y al mismo tiempo, buscar la forma de destruir al mismo imperio (por parte del padre de Maetel).

## Personajes
Tetsurō Hoshino (星野鉄郎 Hoshino Tetsurō?) El protagonista principal de la serie, en el manga y el anime es un niño pobre que viaja con su madre hacia Megalópolis (メガロポリス Megaroporisu?) para trabajar y conseguir suficiente dinero para abordar el 999, y ambos conseguir un cuerpo mecánico en el planeta Andrómeda. En el camino, la madre de Tetsuro es asesinada por el Conde Mecha, y él está a punto de morir en la nieve cuando es rescatado por Maetel.
Junto a ella, comienza un viaje en el 999, el cual durará alrededor de un año y en cuyo trayecto Tetsuro reflexionará con respecto a si vale la pena o no conseguir un cuerpo mecánico, sobre todo al descubrir que los cyborgs no son precisamente los seres más felices del universo.
En la película, Tetsuro lleva ya cierto tiempo después del asesinato de su madre en las calles de Megalópolis, sobreviviendo como delincuente. Una de sus tropelías consiste en robar un pase para el 999, siendo perseguido por la policía y rescatado por Maetel.
A diferencia del Anime, en la película Tetsuro se enfrenta al Conde Mecha mucho después del asesinato de su madre, siendo el conde dueño del Castillo del tiempo, mientras que en el primero, la venganza de Tetsuro es casi inmediata.
El aspecto de Tetsuro varía con respecto al manga, el anime y la película. En los primeros dos, es relativamente bajo de estatura, y como muchos personajes masculinos de Leiji Matsumoto, tiene "rostro de pelota", con mejillas grandes, ojos anormalmente pequeños y nariz chata. Viste una playera roja, y en muchas ocasiones, un poncho y sombrero, ambos color café, lo que le confiere un aspecto parecido al de otro personaje creado por Leiji Matsumoto, Tochiro Oyama. En la película, Tetsuro tiene un aspecto más refinado, la nariz más pequeña y viste, aparte del atuendo antes mencionado, una chaqueta verde, además de un cabello más parecido al del Capitán Harlock, algo más corto.
Maetel (メーテル Mēteru?) En el manga y en el anime, esta mujer rescata a Tetsuro de morir en una nevada, después de que la madre de este es asesinada por el Conde Mecha. Su apariencia es la de una joven rubia vestida de negro, quien ofrece a Tetsuro un pasaje ilimitado para el Galaxy Express 999, a cambio de que le permita acompañarlo en su viaje hacia el planeta Andrómeda.
Maetel nunca revela su pasado, ni sus orígenes, siendo estos fuente constante de especulación en varios tomos del manga y episodios del anime. Su intención con respecto a Tetsuro nunca se esclarece del todo, pues pareciera que sigue órdenes de su padre (cuya esencia está guardada en un pendiente) y quien varias veces la salva de situaciones donde cualquier otra persona moriría sin remedio. El nombre de su padre jamás es revelado en el anime o el manga.
En algunos episodios se da a entender que lleva mucho tiempo viajando en los ferrocarriles galácticos, y que Tetsuro quizás no es el primero, ni el último niño que ella acompaña en un viaje similar. Guarda secretos que nunca se esclarecen, por ejemplo, el contenido de su maleta (que en un episodio causa el suicidio de un cyborg que logra ver dentro del equipaje), y secretos con respecto a su propio cuerpo, ya que en algunos episodios que implican su desnudez, no se nota nada fuera de lo común, mientras en otros se muestra desnuda ante algunos personajes, y estos reaccionan de manera adversa tal como si hubieran visto algo terrible.
En el manga y el anime, se revela que es la hija de Andrómeda Promethium, reina del imperio mecanizado, sin embargo, jamás se menciona su parentesco con Emeraldas.
En la película, Maetel rescata a Tetsuro de la policía cuando este huye después de haber robado un pase para el 999. Al igual que en el anime y el manga, tiene una doble misión, por el lado de su madre, conseguir a jóvenes valerosos que puedan ser transformados en piezas de maquinaria para el imperio mecanizado, y por parte de su padre, destruir al mismo imperio. Así mismo, se menciona que Maetel ha tenido varios cuerpos distintos, siendo el que lleva en la película un clon del cuerpo de la madre de Tetsuro para hacer más fácil su asimilación.
El padre de Maetel es llamado Dr. Ban en la película.

El conductor (車掌?). Es el elemento cómico de la serie, y por casi toda la duración del manga y el anime, el único empleado de los ferrocarriles galácticos a bordo del 999 (la otra empleada es Claire, pero muere al poco tiempo de iniciado el manga y el anime, camino hacia Titán).
Su trabajo consiste en anunciar la próxima parada y el tiempo de estancia del 999 (que dura usualmente un día local). Es muy apegado a las normas de los ferrocarriles galácticos, aunque a veces las rompe cuando se trata de esperar o rescatar a Tetsuro y Maetel. Tiene una relación algo difícil con la computadora que está a bordo de la locomotora del 999.
Nadie conoce su aspecto verdadero, y en varios episodios del anime se descubre que es invisible, cosa que lo avergüenza sobremanera cuando existen situaciones donde debe quitarse la ropa.
En la película, la única diferencia sustancial es que se la pasa constantemente acomodando el brazalete que trae en el brazo.
Claire (クレア Kurea?): Es la camarera del carro comedor del 999. Claire tiene un cuerpo mecánico hecho de cristal. A diferencia de otros, que renunciaron a su humanidad por elección, Claire fue obligada por su vanidosa madre a obtener un cuerpo mecánico. Trabaja en el 999 para ahorrar lo suficiente y recuperar su cuerpo biológico, que está guardado en Plutón. Ella rápidamente hace amistad con Tetsuro y se sacrifica por él cuando una alucinación espacial que se hace pasar por su madre intenta sacarlo del 999. El cuerpo de Claire se rompe, y todo lo que queda es una pequeña lágrima de cristal que Tetsuro guarda como recuerdo.
En la película, tiene un rol más extendido, sacrificándose por Tetsuro cuando Andrómeda Promethium trata de matarlo. En el anime, en los dos últimos episodios, otra chica con cuerpo de cristal llamada Mirai (Futuro) suple este rol. Claire vuelve a la vida en la película Eternal Fantasy y el nuevo manga Galaxy Express publicado por Matsumoto en 1996.
Conde Mecha (機械伯爵 Kikai Hakushaku?): Es el cyborg aristócrata que asesina a la madre de Tetsuro. En el manga y el anime, Tetsuro se venga de él desde el primer episodio. En la versión fílmica de Galaxy Express 999, se le da más importancia al personaje, siendo dueño del Castillo del Tiempo en Heavy Melder, y enfrentándose a Tetsuro en un duelo final casi al terminar la película.
Promethium (プロメシューム Puromeshūmu?): La madre de Maetel, y soberana del imperio mecanizado. Alguna vez fue una mujer gentil, y creó el imperio para proteger a su gente de las duras condiciones climáticas de LaMetal, su planeta.
En el pasado tuvo como misión usar la Tierra como lugar de colonización para su gente, haciéndose pasar por Yukino Yayoi, hija de los dueños de un restaurante de Ramen. Sin embargo, se alió con los humanos para salvar tanto a la Tierra como a LaMetal. Su apariencia es casi idéntica a la de Maetel.
Existen muchas diferencias en la forma de representarla en las distintas instancias de Galaxy Express 999: en el manga, es una creatura bicéfala, mientras que en el anime y las versiones cinematográficas, se le representa vestida de negro con un rostro pálido.

## Personal
- Director: Nobutaka Nishizawa
- Música: Nozomi Aoki
- Manga: Leiji Matsumoto
- Diseño de Personajes: Shigeru Kogawa, Shingo Araki
- Diseño de Arte: Mataji Urata
- Productor: Masahisa Saeki
- Letra: Atsushi Hashimito

## Conexiones con elLeijiverso
En este artículo, se define Leijiverso como el universo de trabajos creados por Leiji Matsumoto, ya que todos tienen conexiones entre sí, dando a entender que se desarrollan en un mismo universo ficticio.
- Queen Millennia (新竹取物語 1000年女王 Shin Taketori Monogatari: Sennen Joō) (La Princesa de los mil años como se le llamo en español) sirve como precuela para la historia contada en Galaxy Express 999, seguida por Maetel Legend y Space Symphony Maetel.

- En el anime y el manga, otros personajes creados por Leiji Matsumoto tales como el Capitán Harlock y Emeraldas hacen pequeñas apariciones, pero no toman parte activa en la trama.

- En la película, Harlock y Emeraldas tienen un papel mucho más activo, luchando directamente contra las fuerzas de la reina Promethium.

- En la serie The Galaxy Railways (銀河鉄道物語 Ginga Tetsudō Monogatari) Mamoru, el hermano del protagonista principal, Manabu, aborda el 999 cuando parte hacia su asignación en los ferrocarriles galácticos.

- The Galaxy Railways: A Letter from the Abandoned Planet (銀河鉄道物語 ～忘れられた時の惑星～ Ginga Tetsudō Monogatari ~Wasurerareta Toki no Wakusei, Planet of Forgotten Time) es prácticamente un crossover entre Galaxy Express 999 y Galaxy Railways, donde los personajes de ambas series interactúan entre sí, y se explora aún más el pasado del conductor del 999.

## Música
Anime
- Ginga Tetsudō 999 (銀河鉄道 ９９９?) por Isao Sasaki
- Aoi Chikyū (青い 地球?) por Isao Sasaki

Galaxy Express 999 La película
- Ginga Tetsudō 999 (銀河鉄道 ９９９?) por Isao Sasaki

Adieu Galaxy Express 999
- Sayonara por Mary MacGregor

Galaxy Express 999:Eternal Fantasy
Brave Love Ginga Tetsudō 999 por The Alfee